# Substack
Substack是一家创立于2017年，总部位于美国加州旧金山的创业公司；其开发的平台，让几乎任何人都可以撰写并发布新闻信息，设置订阅功能，通过付费读者获得收入。

## 历史
Substack在2017年由Kik Messenger联合创始人Chris Best、开发者Jairaj Sethi以及前PandoDaily科技记者Hamish Mckenzie共同创办。
Best和Mckenzie称Substack的主要启发之一来源于Ben Thompson的科技媒体订阅邮件（Stratechery）。
2019年3月，Chris Best担任CEO。
随着像Sport Illustrated，Deadspin和SB Nation等体育出版物的衰落，再恰逢COVID-19疫情爆发，导致继2019年起就有大量体育记者转向Substack上进行写作。
但是在订阅写作的子市场中，Substack正与订阅网站The Atlantic竞争，所以Mackenzie说公司当前在市场中的招聘力度并不大。

## 内容
Substack的用户范围涵盖了记者、专家以及媒体大众。
使用该平台的知名作家包括普利策奖获奖记者兼作家Glenn Greenwald、文化评论家Anne Helen Petersen、音乐散文家Robert Christgau和美食作家Alison Roman。

## 商业模式
作者可以决定自己的newsletter是免费还是付费订阅，而且可以选择将非订阅者提供部分付费订阅内容。
截至2020年，最低订阅费用为5美元/月或30美元/年。Substack通常会从订阅费用中抽取10%的佣金。
2019年2月，该平台开始允许创作者通过Podcast获利。
2021年，Substack将内容范围扩展到漫画内容，并签约了包括 Saladin Ahmed, Jonathan Hickman, Molly Ostertag, Scott Snyder, 以及James Tynion四世在内的创作者，并承诺在签约第一年不收取任何佣金，一年之后则按照订阅收入10%的比例收取平台费用。

### Substack Pro
2021年3月，Substack透露其一直在尝试一项收入分享计划 - Substack Pro，该计划将为作家支付预付款，让其能够在平台上创作。
但Substack因未披露哪些作者是Substack Pro的项目成员而受到批评。

### 用戶群
Substack公布平台付费用户量从2018年的1.1万增长到2019年的5万。
2020年8月，Substack公布称已有超过10万订阅用户；截至2021年8月，Substack拥有超过25万付费用户，其中前10创作者年收入达700万美元。
Substack为内容创作者提供一些能够在平台创作的机会。2019年，Substack为一些创作者提供了奖学金，其中包括3,000美金补贴和在旧金山举行的为期一天的研讨会。新冠疫情爆发后，Substack向40多名作家提供了1,000至3,000美元的捐款，帮助他们在平台上启动创作。

### 投資
Substack在2018年启动天使投资轮，该轮投资者有The Chernin Group，Zhen Fund，Twitch的CEO Emmet Shear，以及Zynga联合创始人Justin Waldron。
2019年，Andreessen Horowitz在A轮投资了1,530万美元，其中一些资金用于引入知名作家。

## 觀點
2019年，《纽约时报》专栏作家Mike Isaac认为一些公司将newsletter视为一种通过和作者更紧密的联系，从而能够更稳定地吸引读者的方式。
2020年，The New Public 报道称地方性的新闻newsletters很短缺，尤其和大量国家级的政治newsletter相比。
截至2020年底，大量记者来到Substack，部分原因于传统媒体行业长期以来的衰退（2019年新闻编辑部的工作岗位仅为2004年的一半）。

与此同时，The New Yorker 报道称：
“虽然Substack宣称自己为记者们的友好家园，[...]但平台上的newsletter很少有原创报道；大部分内容都是个人写作、零碎观点、研究和分析。”
它认为Substack的内容审核政策是“轻量级”的，其中包含反对“骚扰、威胁、垃圾邮件、色情和暴力；审核机制由其创始人决定。”

## 爭議
2020年，Twitter、Facebook和Youtube等大平台开始限制或删除传播COVID-19错误信息的账户，但这违反了这些平台已有的内容政策，一些著名的作者因此而转移到Substack。
2022年1月，打击数字仇恨中心批评该公司允许发布可能对公众健康构成危险的内容，并估计仅前5名反疫苗作者的收入达250万美元/年。
可能也是为了回应媒体的质询，三位创始人在一篇博文中确认了他们对最小化审查的承诺。

### 隐私事件
2020年7月28日，Substack向所有用户发送了有关更改隐私政策和CCPA合规性通知的电子邮件。
然而，Substack 将所有收件人电子邮件地址添加在“抄送”而不是“密送”中，导致用户的电子邮箱地址被暴露。
根据社交媒体网站Twitter上的确认帖，Substack表示该问题在第一批电子邮件后得以解决，但并没有透露该平台受影响的用户数量。